# Chalíl al-Hajja
Chalíl al-Hajja (arabsky خليل الحية‎; * 1960 Gaza) je palestinský politik, od října 2024 člen dočasného výboru Hamásu, který vznikl poté, co Izrael zabil předsedu politbyra organizace Jahju Sinwára. Vedle al-Hajjiho jsou členy výboru: Chálid Maš'al, Záhir Džabárín, Muhammad Ismá'íl Darwíš a nejmenovaný člen. Od ledna 2006 zastává poslanecký mandát v Palestinské legislativní radě. Od srpna do října 2024 působil jako místopředseda politbyra Hamásu.

## Životopis
Narodil se v roce 1960 v Gaze v Pásmu Gazy, které bylo pod správou Sjednocené arabské republiky. Absolvoval Islámskou univerzitu v Gaze, Jordánskou univerzitu v Ammánu a Univerzitu svatého Koránu a islámských věd v Omdurmánu. Do Hamásu vstoupil během první intifády.
Ve volbách do Palestinské legislativní rady v lednu 2006 byl zvolen poslancem. Po vyhlášení výsledků obvinil prezidenta Palestinské autonomie Mahmúda Abbása, že jako člen Fatahu „rozpoutává válku proti Hamásu“. Mimo jiné dodal, že Hamás nepřistoupí k referendu ani novým volbám.
V listopadu 2019 vedl spolu s Rawhím Muštahou delegaci do několika zemí, včetně Turecka a Libanonu. Před samotnou cestou se delegace údajně setkala s představiteli egyptské zpravodajské služby.
Vedl rozhovory o usmíření s konkurenční stranou Fatahem. V lednu 2022 navštívil na pozvání alžírského prezidenta Abd al-Madžída Tabbúna Alžírsko, kde vedl opět rozhovory o usmíření s Fatahem.
Zastupoval Hamás na nepřímých jednání s Izraelem, která se týkala dohody o rukojmích a příměří v rámci války Izraele s Hamásem. Po zabití předsedy politbyra Hamásu Jahji Sinwára v říjnu 2024 byl považován za kandidáta na jeho nástupce.
Byl považován za blízkého spolupracovníka Jahji Sinwára a byl popisován jako „jeden z mála lidí, na které se Sinwár mohl spolehnout“.

## Názory
Je zastáncem pevných vztahů s Íránem.
V roce 2011 vyzval Organizaci spojených národů, aby uznala palestinský stát v hranicích z doby před rokem 1948.
V reakci na útok na Izrael ze 7. října 2023 řekl: „Bylo nutné změnit celou rovnici a ne zahájit konflikt. Podařilo se nám vrátit palestinskou otázku na stůl a nyní nikdo v regionu nezažívá klid“. Dodal také, že „cílem Hamásu není řídit Pásmo Gazy a dodávat do něj vodu a elektřinu, ale obnovit pozornost na palestinskou věc“. Prohlásil také, že „díky útoku lidé vědí, že palestinská věc nezemře“.
V dubnu 2024 prohlásil, že Hamás přistoupí k příměří s Izraelem, složí zbraně a přemění se na politickou stranu, pokud bude vytvořen nezávislý palestinský stát v hranicích před rokem 1967. Upřesnil také, že navrhovaný palestinský stát by vyžadoval „návrat palestinských uprchlíků“ do současného Izraele.
Po zabití Jahji Sinwára v říjnu 2024 prohlásil: „Hamás bude postupovat vpřed, dokud nebude vytvořen palestinský stát na palestinské půdě s Jeruzalémem jako hlavním městem“.